# Porte Papale
La porte Papale ou porte Sainte-Geneviève est une ancienne porte de ville de Paris. Construite au début du XIIIe siècle sur l'enceinte Philippe Auguste, elle est détruite au XVIIe siècle.

## Situation
Elle était située place de l'Estrapade, à la jonction des rues des Fossés-Saint-Jacques, de la Vieille-Estrapade et des Postes. Elle serait située à l'extrémité de l'actuelle rue d'Ulm. 

## Origine du nom
Selon Jaillot, cette porte rend honneur au pape Eugène III qui vint résider à l'abbaye de Sainte-Geneviève en 1147.

## Historique
Cette porte primitive de l'enceinte de Philippe-Auguste, fut construite sur le passage de l'axe de la rue des Sept-Voies intégré par la suite dans l'enclos de l’abbaye Sainte-Geneviève. La porte fut murée avant le XVIe siècle et détruite au commencement du XVIIe siècle.